# 菊地勇樹
菊地 勇樹（きくち ゆうき、1980年8月7日 - ）は、日本のバスケットボール選手である。ポジションはフォワード。素早い動作から放たれるスリーポイントショットを得意とした。
秋田県出身。1996年から1998年にかけて秋田県立能代工業高等学校バスケットボール部に所属し、同級生の田臥勇太、若月徹と共にインターハイ・国体・ウィンターカップの3年連続3冠制覇に貢献した。
2010年から、2013年6月に引退するまで秋田ノーザンハピネッツに所属し、2011年から2012年のシーズンには活躍が評価されコミッショナー特別賞を受賞した。

## 来歴
1980年、秋田県南秋田郡飯田川町（後の潟上市）に生まれる。羽城中学校3年時に全国中学校体育大会に出場し、同級生の高橋憲一らとともにベスト16入り。既に身長190cmに達していたこともあり、当時のポジションはセンターであった。
高校進学にあたっては福井の北陸高校から勧誘があり、同高OBの佐古賢一からも電話で直接誘われたが、地元の名門能代工業高校に進学した。入学直後に監督の加藤三彦によってセンターからフォワードにコンバートされ、シューターに転身。スリーポイントシュートを武器に田臥勇太、若月徹と共に3年連続3冠に貢献し、ジュニア日本代表にも選ばれ世界選手権も経験した。
高校卒業後は専修大学に進み、4年時には同期の青木康平らとともにインカレ初優勝を達成し、ヤングメンアジア選手権にも出場した。大学卒業後は秋田で就職するとともに、クラブチームの三種体協琴丘で競技を続け、2008年にオールジャパン出場。1回戦で高校の後輩でもある梁川禎浩擁する筑波大学、2回戦でJBL2に所属していた千葉ピアスアローバジャーズを降し3回戦まで進んだ。一方でクラブ日本一も経験し、国体秋田選抜にも名を連ねた。
2010年、秋田ノーザンハピネッツ設立と共に、ドラフト外で入団。初年度は出場時間158分に留まり、得意の3ポイントショットも成功13本、成功率20.3%に過ぎなかった。しかし2年目は出場時間1154分と飛躍的に増加、3ポイントシュートも成功114本、成功率31.6%まで上昇。コミッショナー特別賞を受賞した。
3年目となる2012-13シーズン、2012年10月13日の開幕戦で18得点を挙げMVPに選ばれる幸先の良いスタートを切った。しかしその後は怪我の影響もあり出場時間を伸ばせず、チームもプレイオフセミファイナルで敗れた。そしてシーズン終了後の2013年6月、本人の希望により現役を引退した。引退後は三種体協琴丘に復帰している。

### 日本代表歴
- 1998年アジアジュニア選手権
- 1999年世界ジュニア選手権
- 2000年ヤングメンアジア選手権

## 記録
| シーズン | チーム | GP | GS | MPG  | FG%  | 3P%  | FT%   | RPG | APG | SPG | BPG | PPG |
| -------- | ------ | -- | -- | ---- | ---- | ---- | ----- | --- | --- | --- | --- | --- |
| 2010-11  | 秋田   | 34 | 1  | 4.6  | .192 | .203 | 1.000 | 0.3 | 0.3 | 0.1 | 0.0 | 1.4 |
| 2011-12  | 秋田   | 52 | 23 | 22.2 | .372 | .361 | .792  | 1.5 | 1.4 | 0.7 | 0.0 | 8.0 |
| 2012-13  | 秋田   | 48 | 20 | 15.4 | .350 | .355 | .784  | 1.6 | 0.9 | 0.5 | 0.0 | 5.3 |